# Orkan Daria
Daria war der erste Orkan in einer Serie schwerer Stürme im Jahr 1990. Er suchte am 25./26. Januar 1990 vor allem Nord- und Mitteleuropa heim, hinterließ mindestens 94 Todesopfer und hohe Schäden. Ihm sollten noch andere folgen, unter anderem Vivian und Wiebke.

## Vorgeschichte
Der Winter 1989/90 war in Westeuropa einer der mildesten Winter des 20. Jahrhunderts, weil vom Atlantik häufig sehr milde Luft nach Mitteleuropa strömte. Am 16. Dezember 1989 wurden z. B. 21,7 Grad in Freiburg gemessen.

## Ausbreitung
Am 25. Januar bildete sich das Orkantief über Schottland. Dort wurde der außerordentlich niedrige Luftdruck von unter 950 hPa gemessen. In der Bundesrepublik Deutschland erreichten die Orkanböen örtlich Spitzengeschwindigkeiten bis zu 172 km/h, großflächig wurden 120 bis 130 km/h erreicht.

## Schadensbilanz
Der Orkan forderte mindestens 94 Todesopfer in Großbritannien, Belgien, Luxemburg,  Frankreich und den Niederlanden, in Deutschland 8.
Daria galt längere Zeit als das Orkantief, das den höchsten – versicherten und unversicherten – Schaden angerichtet hat.  Die Münchener Rückversicherungs-Gesellschaft spricht von einem versicherten Schaden von rund umgerechnet 4,4 Mrd. Euro, die Swiss Re von über 6 Mrd. USD.
Aon Benfield geht in seinem Bericht Winterstürme in Europa – Historie von 1703 bis 2012 von einem versicherten Schaden in Deutschland von 1,5 Milliarden Euro aus.
Mit den Orkanen Lothar 1999 und Kyrill 2007 lag Daria im Spitzenfeld der Naturkatastrophen der letzten 50 Jahre (Stand 2002), die den höchsten Schaden angerichtet haben, und wurde in Hinblick auf Stürme an Stürmen bis zu diesem Zeitpunkt nur vom Hurrikan Andrew 1992 und dem Taifun Mireille 1991 übertroffen. Später erwies sich auch der Hurrikan Katrina 2005 als folgenschwerer.

## Nach dem Orkan
Am 28. Januar 1990 traf ein kleinräumiges Sturmtief vor allem den Nordwesten und Norden Deutschlands. Viele vom Orkan Daria vorgeschädigte Bäume stürzten um.
Das kleine Randtief „Herta“ zog von Portugal rasch nach Nordosten und über Norddeutschland. Am 3. Februar 1990 erreichte es in Böen Orkanstärke.
Das Randtief „Judith“ zog am 8. Februar über die Britischen Inseln nach Südskandinavien. Sehr milde Luft aus Südwesten verursachte verbreitet Höchstwerte von etwa 15 Grad.
Am 14./15. Februar 1990 zog ein Sturmtief vom Nordatlantik (südlich von Island) über die Nordsee nach Polen.